# María Zhúkova
María Arkádievna Zhúkova (en ruso: Мария Аркадьевна Жукова —nombre de casada, nacida Miliútina, Милю́тина—; n. 2 de febrero de 1973 en Aldán, Unión Soviética) es una actriz de cine y teatro rusa de origen yakutio.

## Carrera profesional
María Arkádievna Miliútina nació el 2 de febrero de 1973 en Aldán, una localidad de Yakutia, en la Rusia soviética. Debutó en el cine en 1991. Trabajó con el coreógrafo Yegor Druzhinin en la obra de teatro La vida está en todas partes.
En 1997 interpretó a Kat en la película de Alekséi Balabánov Brat, papel con el que ganó el Gran Premio del festival Kinotavr. En 2009 recibió el premio del Festival de Cine de Kinoshock 2009 por la película experimental My Tube!.